# Albert Sauer
Albert Sauer, född 17 augusti 1898 i Misdroy, död 3 maj 1945 i Falkensee, var en tysk SS-Sturmbannführer. Han var från 1938 till 1939 kommendant i koncentrationslägret Mauthausen. Tidigare hade han varit Andre Schutzhaftlagerführer i Sachsenhausen.
År 1943 var Sauer delaktig i avvecklingen av Rigas getto och fick en framskjuten position i det nyinrättade koncentrationslägret Kaiserwald.
Sauer sköts ihjäl den 3 maj 1945, när han försökte fly från amerikanska soldater i Falkensee.